# Andrew Jarecki
Andrew Jarecki é um cineasta estadunidense. Foi indicado ao Oscar de melhor documentário de longa-metragem na edição de 2004 pela realização da obra Capturing the Friedmans.

## Filmografia
- Felicity (2000)
- Capturing the Friedmans (2003)
- Just a Clown (2004)
- All Good Things (2010)
- Catfish (2010)
- The Jinx: The Life and Deaths of Robert Durst (2015)